# Son Of Beast
Son Of Beast var en berg- och dalbana, placerad i den amerikanska nöjesparken Kings Island. Banan togs i drift 26 maj 2000, men stängdes efter ett par olyckor 2009 och revs 2012.